# Парфіно
Парфіно (рос. Парфино) — робоче селище в Новгородській області, адміністративний центр Парфінського муніципального району і сільського поселення Парфіно.

## Географія
Розташоване в центральній частині області на річці Ловать, за 30 кілометрів від її впадіння в озеро Ільмень. Парафіно знаходиться за 116 км на південь від Великого Новгорода та за 20 км на схід від Старої Русси (відстані подані не прямі, а по трасі). Примітно, що дістатися до селища Парафіно з Великого Новгорода можна двома приблизно рівними по відстані шляхами (з різних сторін озера Ільмень).
Через Парафіно (5 км) проходить залізниця.

## Історія
Вперше згадується в 1495 році, як село Парфеєво. У 1539 році значиться як село Парафіно Медніковської волості Старорусського повіту Шелонської п'ятини Новгородської землі. Але це згадка відноситься не до сучасного селища Парафіно, а до села Парафіно, яка розташовується по ліву сторону річки Ловать.
У 1910 році навпроти села, на правому березі Ловаті петербурзький купець I гільдії Дмитро Миколайович Лебедєв почав будівництво фанерної фабрики. Назву ж Парафіно воно отримало пізніше по сусідній залізничній станції.
13 грудня 1968 року з частини Старорусського району був створений Парфінський район, а робоче селище Парафіно стало центром цього району.